# Portugiesischer Tausendfüßer
Der Portugiesische Tausendfüßer, auch Schwarzer Portugiesischer Tausendfüßer, (Ommatoiulus moreleti) ist ein Doppelfüßer aus der Familie der Julidae. 
Die Tausendfüßerart stammt ursprünglich von der südlichen Iberischen Halbinsel. Von dort gelangte sie über Schiffsverkehr und Handel an zahlreiche neue Orte. So wurde die Art um das Jahr 1953 nach Port Lincoln (Südaustralien) eingeschleppt und bildet seitdem in Australien mangels natürlicher Feinde und einer starken Ausbreitung eine Plage.
Der Tausendfüßer erreicht eine Länge von 20–45 mm. Voll entwickelt weist er 50 Körpersegmente auf.

## Ausbreitung
Die Art kommt außer auf der südlichen Iberischen Halbinsel noch auf verschiedenen Atlantikinseln (Madeira, Kanarische Inseln), in Südafrika sowie auf dem australischen Kontinent einschließlich Tasmanien vor.

## Feinde
Zu den natürlichen Feinden des Portugiesischen Tausendfüßers gehört der Igel sowie der Schwarze Moderkäfer.